# Větrný mlýn ve Tvarožné
Větrný mlýn ve Tvarožné je bývalý mlýn německého typu, který stojí jihozápadně od obce na hranici přírodní památky Santon v okrese Brno-venkov, pod stejnojmenným kopcem s kaplí Panny Marie Sněžné. Od roku 1992 je chráněn jako nemovitá kulturní památka České republiky.

## Historie
Větrný mlýn německého typu se čtyřmi lopatkami je doložen roku 1880, kdy jej postavil místní truhlářský mistr František Formánek. Jeho dcera provdaná Bahnerová měla tři syny, kteří byli také mlynáři; ve Tvarožné zůstal syn Karel.
V roce 1900 tvořil mlýn čtvercový objekt s Halladayovou turbínou na střeše; k této modernizaci došlo pravděpodobně roku 1890. Po skončení první světové války prošel mlýn další modernizací, byla přistavěna třípatrová budova a na ní instalováno dynamo s třílistou perutí na výrobu elektrické energie. Ve 20. letech 20. století nahradil turbínu benzínový a později plynový motor.
Během druhé světové války vdova Bahnerová načerno mlela a i se společníky skončila v nacistickém vězení. Po skončení války řídila provoz mlýna až do své smrti roku 1955.

## Popis
Třípodlažní budova stojí na téměř čtvercovém půdorysu 10 × 10 metrů. Eternitem krytá střecha je ze dvou stran mansardově zalomená a ze dvou se jeví jako sedlová. V hlavním průčelí je asymetricky umístěn pravoúhlý vchod krytý pultovou stříškou. Patra jsou prolomena čtyřmi segmentově zaklenutými okny s mříží.
Ze severovýchodní strany je k objektu přistavěn prkenný přístavek s pultovou střechou. Fasáda domu vedle přístřešku je v prvním a druhém patře prolomena pravoúhlými vstupními otvory a ve druhém patře navíc také dvěma segmentově klenutými okenními otvory. Na protilehlé boční fasádě jsou asymetricky umístěny dva pravoúhlé otvory, které jsou zazděné; v patrech je po jednom segmentově zaklenutém okně.
Objekt mlýna má celkovou výšku 12,6 metru. Protože měl turbínu umístěnou na střeše, nemusela být základní stavba kruhová ani otočná. Turbína na střešní plošině na stožáru měla průměr nejméně 14 metrů s dvěma věnci žaluzií, které byly ovládány společně.
Změna sklonu žaluzií umožňovala lepší využití větrné energie a také ochranu zařízení při silném větru nebo vichřici. Otáčení turbíny proti směru vzdušného proudu probíhalo pomocí dvojitého směrového kormidla automaticky. To zvýšilo výkon mlýna, který mohl být doplněn o další mlýnská složení.
Z mlýna se v jeho podkroví dochovaly zbytky původního technického vybavení.

## Turismus
K přírodní památce Santon vede podél mlýna žlutě značená turistická trasa 7540 ze Šlapanic do Hostěrádek-Rešova a cyklostrasa „Napoleona“.